# Zandverstuiving Rosmalen

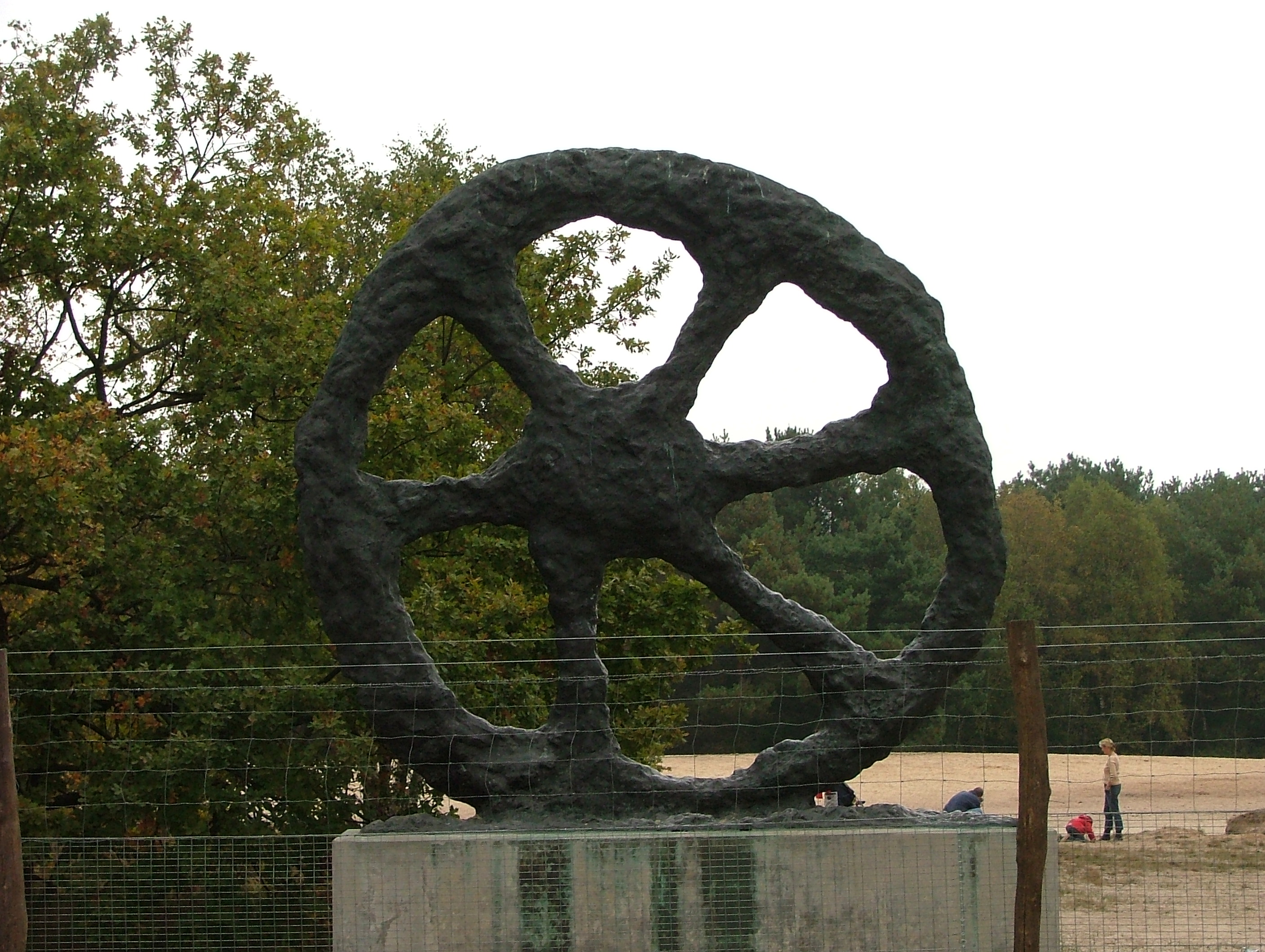
Wiel van Armando

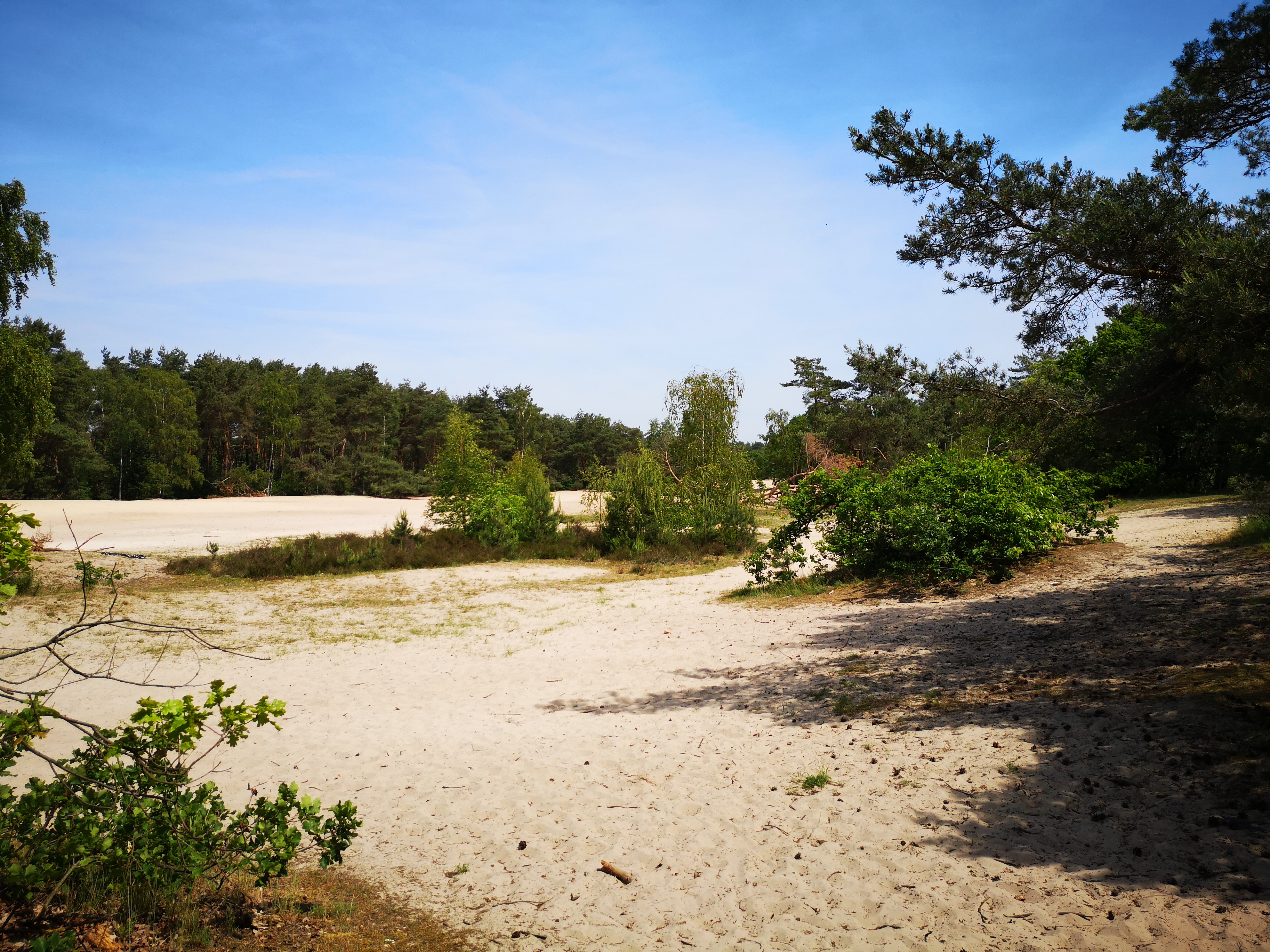
De zandverstuiving in Rosmalen

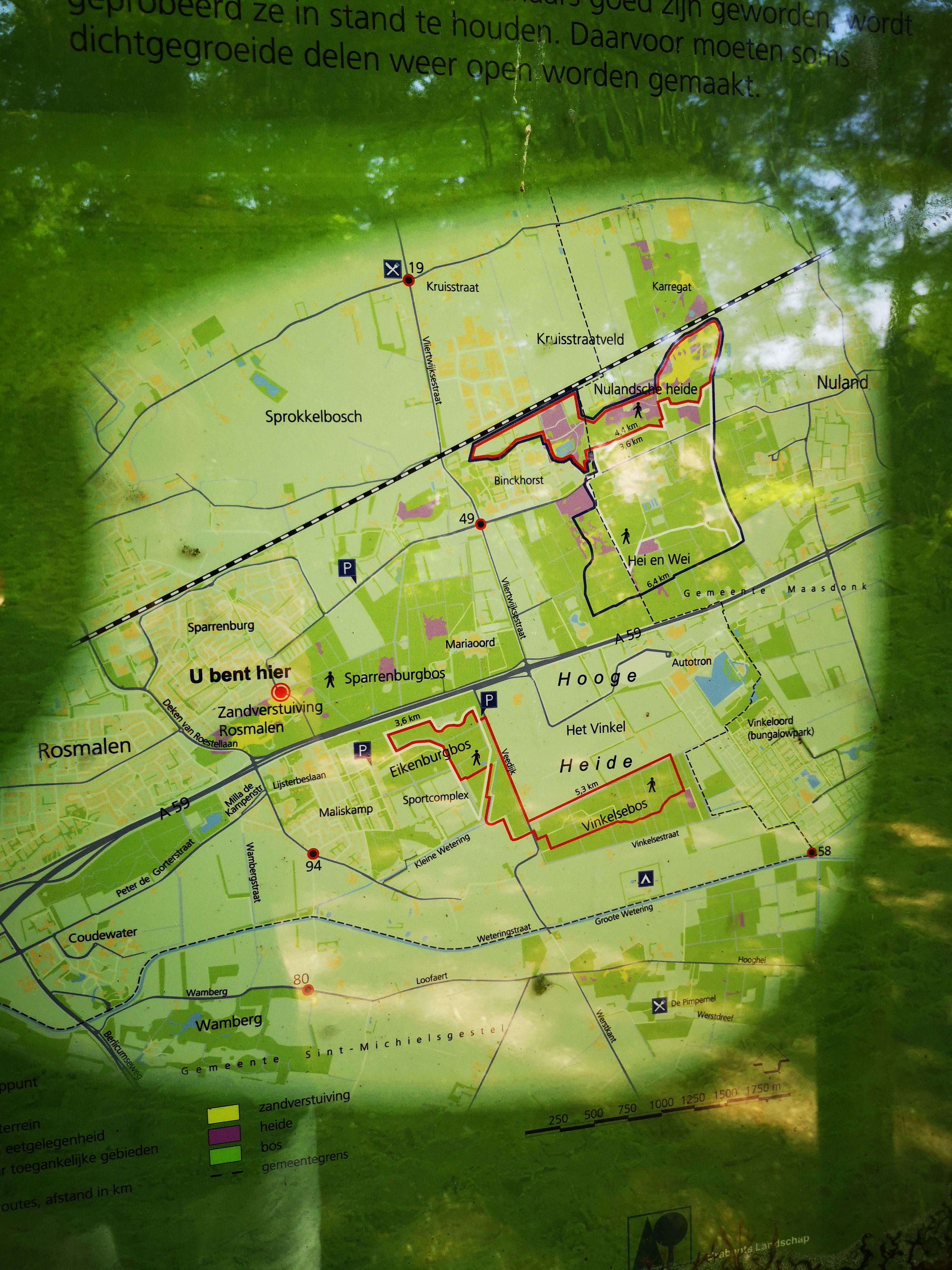
Kaart van het gebied

De Zandverstuiving Rosmalen is een bosrijk gebied ten zuidoosten van Rosmalen in de Nederlandse provincie Noord-Brabant. Het is onderdeel van een groter overkoepelend natuurgebied, De Hooge Heide. Het gebied bestaat uit zandverstuiving, heiderestanten en bestanden van grove den. Ook in het stuifzandgebied zijn vliegdennen te vinden. In het oosten van het gebied ligt een voormalige vuilstort, die in gebruik is als maisakker.
Zandverstuiving Rosmalen ligt ingeklemd tussen de A59 en de Rosmaalse woonwijk Sparrenburg. Ten oosten van de Rosmalense zandverstuiving ligt het Sparrenburgbos, in particulier bezit, terwijl de Rosmalense zandverstuiving in het bezit is van de gemeente ’s-Hertogenbosch. Ten zuiden van de Rosmalense zandverstuiving (en de A59) liggen de andere gebieden van de Hooge Heide, namelijk Coudewater, Wamberg, De Loofaert, Eikenburgbos, Vinkelsebos, de Hooghei en Engelenstede.
Het is een druk gebruikt wandel- en recreatiegebied. Blikvanger is het kunstwerk van Armando, genaamd het Wiel van Rosmalen. Tot de vogels die in het gebied gezien kunnen worden behoren zwarte specht, groene specht, goudhaantje, boomvalk, sperwer en havik.

## Geschiedenis
De Rosmalense zandverstuiving bevindt zich op de top van een zandheuvelrug. Vroeger werden op de lagere gedeelten van de heuvelrug boerderijen gevestigd omdat hier de grond meer vocht bevatte. Schapen werden overdag gehoed op de zandheuvelrug om te grazen, en in de avond weer naar binnen gehaald. De uitwerpselen werden van de heuvelrug gehaald en functioneerde als mest voor op de akkers. Hierdoor ontstond een gebied dat heel nutriëntarm was, en enkel heide vegetatie tolereerde. Daardoor werd veel stuivend zand veroorzaakt omdat de natuurlijke successie, die uiteindelijk zou moeten leiden tot een bebost gebied die goed de grond vasthoudt, werd tegengegaan. Dit stuivende zand belemmerde de werking van de akkers, waardoor dit lang een arm gebied is geweest. Op een gegeven moment werden kunstmest en prikkeldraad geïntroduceerd en kon meer en op vaste plekken landbouw bedreven worden en schapen gehouden worden. De top van de zandheuvelrug was de enige plek waar echt geen landbouw bedreven kon worden en dit heeft zich ontwikkeld tot de nu Rosmalense zandverstuiving. Na de Eerste Wereldoorlog zijn bomen aangeplant voor de houtindustrie, voornamelijk dennen en sparren. Dit was deels om de werkloosheid van die tijd tegen te gaan, er werd werkgelegenheid gecreëerd door het aanplanten van het bos, en het uiteindelijke kappen. Er is in de loop der tijd weinig gekapt waardoor er relatief veel bos is overgebleven. De dennen hebben zich uitgezaaid waardoor er ook vliegdennen tussen de heide staan. Het gebied is in de periode van tussen de Eerste Wereldoorlog en net na de Tweede Wereldoorlog ook gebruikt voor de extractie van zand. Hierna is het verder weinig beïnvloed door de mens, enkel de uitbreiding van Rosmalen heeft het gebied kleiner gemaakt. Die uitbreiding is nu gestagneerd en kan het gebied zich vanaf hier ontwikkelen tot het stuk natuur dat het is.

## Ecologie

### Algemeen
De Rosmalense zandverstuiving is een gebied dat hoort bij het overkoepelende gebied van de Hooge Heide. Binnen dit gebied functioneert de Rosmalense zandverstuiving als het gebied dat de meeste mensen zou moeten opvangen voor recreatieve doeleinden. Het is een gebied dat zich kenmerkt door zand en de bijbehorende vegetatietypen, zoals dennen, sparren en heide, maar ook de algemenere soorten zoals de zomereik en de berk. Deze soorten zijn relatief stressbestendig, waardoor de draagkracht voor mensen hoger is, en de andere gebieden van de Hooge Heide meer kunnen focussen op biodiversiteit. De gebieden van de Hooge Heide zijn met elkaar verbonden, onder andere middels corridors. Zo is de Rosmalense zandverstuiving verbonden met de gebieden onder de A59 door middel van corridors die ook door grotere zoogdieren als reeën en dassen gebruikt kunnen worden. Van west naar oost is de Rosmalense zandverstuiving verbonden met de Nulandse heide door middel van een corridor genaamd de ‘vlinderbaan’. De ‘vlinderbaan’ bestaat uit een gekapte strook bos waar heide en kruiden zijn aangeplant, ten gunste van vlinders, sprinkhanen en hagedissen.

### Flora en Fauna
Omdat de Rosmalense zandverstuiving voornamelijk uit stressbestendige en algemene plantensoorten bestaat, zoals heide, grove dennen en vliegdennen, sparren, zomereiken en berken, wordt er niet veel uniek habitat gecreëerd voor speciale soorten. Echter heeft het gebied wel een gevarieerd landschap samen met de nabijgelegen Sparrenburgbos, Nulandse heide en de gebieden onder de A59. Hierdoor komen er wel verscheidene merkwaardige vogelsoorten voor, zoals de groene en zwarte specht, en roofvogels als de boomvalk, sperwer, havik en verscheidene uilensoorten: de ransuil, bosuil en kerkuil. Grotere zoogdieren, die het gebied kunnen bereiken middels de verbindingen met andere gebieden, komen er ook voor: de das, de ree, de steenmarter, het konijn en de eekhoorn. 

## Beheer

### Algemeen
De Rosmalense zandverstuiving wordt actief beheert door de gemeente en door vrijwilligers van het IVN‘s-Hertogenbosch. Het beheer heeft als uitgangspunt het behouden van de zandverstuiving en de heide daar omheen. Zonder dit beheer zou de zandverstuiving namelijk dichtgroeien en het gebied over gaan in naaldbossen. De vrijwilligers die helpen bij het beheer zijn voornamelijk 65 plussers die helpen met het plukken van Amerikaanse vogelkers. Daarbij worden soms bedrijfsuitjes en dergelijke georganiseerd waarbij mensen helpen met het onderhouden van het gebied. De gemeente helpt hierbij door het leveren van middelen die helpen bij het beheer.
Het beheer van sparrenburgbos en de rest van de hooge heide verschilt wezenlijk. In het Sparrenburgbos wordt geen beheer toegepast en is volledig onderworpen aan successie en wordt hierdoor overwoekerd met de geïntroduceerde Amerikaanse vogelkers. Het beheer van de Rosmalense zandverstuiving is vooral ingericht op van het behoud van biodiversiteit van de omliggende natuur, bijvoorbeeld bij de Nulandse heide. De zandverstuiving zorgt voor een opvangplek voor mensen en loslopende honden uit de omgeving van Rosmalen en ‘s-Hertogenbosch. Door dit gebied op die manier in te delen wordt er voor gezorgd dat er in de omliggende omgeving mensen en honden geweerd kunnen worden en er beheer toegepast kan worden die de biodiversiteit in die gebieden ten goede komt.
Het gebied wordt actief beheerd, in de jaren zijn er twee keer projecten geweest om het gebied terug te zetten naar een eerdere staat. Dit werd gedaan door bomen weg te halen en plekken met zand weer terug te krijgen zodat er in de gebieden op de rand van het zand gedeelte en verder het bos in weer soorten kunnen terugkeren. Het beheer is in dit gebied voornamelijk gefocust op het behoud van dieren, omdat dit zorgt voor een grotere interesse bij vrijwilligers. De vrijwilligers zijn van groot belang bij het beheren van dit gebied.
De bosgroep Zuid-Nederland adviseert de gemeente met werkplannen en beheer. De gemeenten zijn niet gespecialiseerd in bosonderhoud maar de bosgroep wel. De gemeente praat wel mee over de doelen en maatregelen maar het concreet maken en uitvoeren van de plannen wordt gedaan door de bosgroep.

### Amerikaanse Vogelkers
Een van de meest omvattende vormen van beheer aan de Rosmalense zandverstuiving en aangrenzende gebieden is het inperken de Amerikaanse vogelkers. Dit is een exotische struik uit Noord-Amerika. Wanneer deze struik niet bestreden wordt, bestaat de onderlaag van een bos na verloop van tijd volledig uit Amerikaanse vogelkers. Hierdoor krijgt bosvernieuwing geen kans, andere soorten bodemplanten worden overwoekerd en krijgen geen toegang meer tot licht, wat tot een uiteindelijke afname van biodiversiteit zal leiden. Het bestrijden van de Amerikaanse vogelkers doet de gemeente samen met het IVN door het beschikbaar stellen van het benodigde gereedschap voor de vrijwilligers. De Amerikaanse vogelkers is vanaf de jaren 20 veel aangeplant in Nederland om als bosvuller te functioneren.

## Trivia
Het gebied kreeg in 1993 landelijke aandacht, toen daar de stoffelijke resten van de vermoorde Kien Rombout werden gevonden. De moordenaar van Rombout had hem daar in november 1991 begraven.